# Hospital Suec-Noruec
L'Hospital Suec-Noruec va ser un hospital de la ciutat d'Alcoi creat l'any 1937, a causa de la Guerra Civil espanyola. Va ser creat gràcies a la solidaritat de la gent dels Països Escandinaus qui, en solidaritat amb el govern democràtic de la República Espanyola va aportar els fons i capital humà necessaris per crear l'hospital. El govern republicà va decidir situar-lo a l'edifici de l'Escola Industrial d'Alcoi, que la guerra havia impedit inaugurar. Durant els primers mesos de guerra l'hospital va ser gestionat pel matrimoni noruec Kristian Gleditsch i Nini Haslund, coneguda com la peladilla d'Alcoi. En retirar-se el personal estranger l'hospital va estar dirigit per Manuel Bastos Ansart.
Actualment l'edifici és utilitzat per al seu propòsit inicial com a Escola Politècnica Superior d'Alcoi i és conegut com l'Edifici Viaducte per estar situar al Passeig del Viaducte.